# Великоавтюковский сельсовет
Великоавтюковский сельсовет (бел. Вялікааўцюко́ўскі сельсавет) — административно-территориальная единица на территории Калинковичского района Гомельской области Республики Беларусь. Административный центр — деревня Великие Автюки.

## Состав
Великоавтюковский сельсовет включает 5 населённых пунктов:
- Боруск — деревня.
- Великие Автюки — деревня.
- Деревище — деревня.
- Мутижар — деревня.
- Хобное — деревня.